# 第28师团
第28师团（Dai-nijūhachi Shidan）是日本帝国陆军的一个步兵师。它的代号是丰兵团（Toyo Heidan）。第二十八师作为关东军的一部分于1940年7月10日在满洲国首都长春成立。

## 历史
第28师团的任务是保卫满洲国首都，以及关东军直接控制的哈尔滨和齐齐哈尔周边地区。
1944年6月15日，塞班岛战役爆发，第28师团的第36步兵团被派往塞班岛，但由于塞班岛在第36团到达之前就已失守，36团无功而返。同时，第28师团于1944年6月被分配到第32军，并被安排驻守琉球群岛，特别是宫古岛（其总部所在地）和石垣群岛。其原驻军及部分剩余部队编入第112师团。
在冲绳岛战役中，第28师团的主要阵地从未被美军正面攻击，而是被美军舰船轰炸。日本投降后，随着第32军的高级将领全部阵亡，第28师师团长瑙海敏郎签署了第32军的投降书。该师最终于1945年12月13日解散。